# Gladzor
Gladzor (in armeno Գլաձոր?) è un comune di 2 259 abitanti (2008) della Provincia di Vayots Dzor in Armenia.